# Geografia do Amazonas
A Geografia do Amazonas, um estado da região Norte do Brasil, é caracterizada por um domínio de estudos e conhecimentos sobre todas as características geográficas do território do estado. 
O Amazonas é o maior estado do Brasil em extensão territorial, ocupa uma área de 1 559 168,117 km², representando 18,5% do território nacional. O ponto culminante do Amazonas é o Pico da Neblina, com 2 995,30, sendo também o ponto mais alto do Brasil, situado na fronteira deste com a Venezuela. Limita-se com cinco estados brasileiro e três repúblicas sul-americanas: Roraima ao norte; Pará ao leste; Mato Grosso ao sudeste; Rondônia e Acre ao sul; além do Peru, Colômbia e Venezuela ao sudoeste, oeste e norte, respectivamente. 
O clima do Amazonas é equatorial, sendo uma das áreas do planeta de maior domínio deste clima, e uma pequena parte do território inserida em áreas de clima tropical.

## Relevo

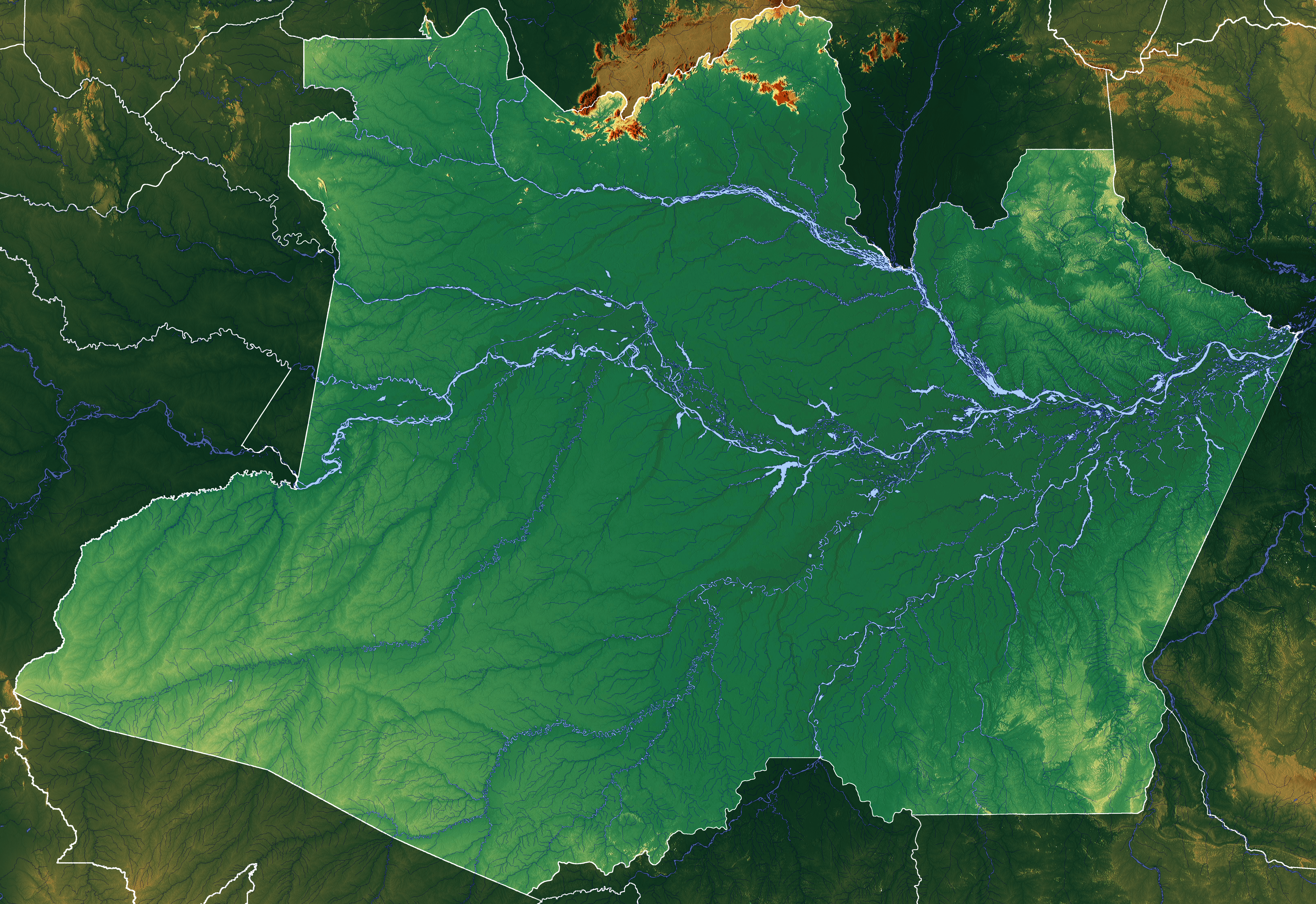
Mapa topográfico do Amazonas

Apresenta um relevo relativamente baixo, já que 85% de sua superfície está abaixo de cem metros de altitude. Em seu território se localiza os pontos mais altos do Brasil, como o pico da Neblina e o pico 31 de Março, com 2 995,30 metros e 2 974,18 metros de altitude, respectivamente, ambos situados no município de Santa Isabel do Rio Negro.
O estado está situado sobre uma ampla depressão, com cerca de 600 km de extensão no sentido sudeste-noroeste, orlado a leste por uma estreita planície litorânea de aproximadamente quarenta quilômetros de largura média. Isso faz do estado o maior em relação à terras baixas no Brasil. O planalto desce suavemente para o interior e se divide em três seções: o planalto, a depressão interior e o planalto ocidental, que formam, ao lado da planície, as cinco unidades morfológicas do estado.

## Geologia
O primeiro Mapa Geológico do Amazonas surgiu em 30 de maio de 2006, através do financiamento da Companhia de Desenvolvimento do Estado do Amazonas (Ciama), tendo como finalidade principal estudar as potencialidades do solo do estado. O estudo do mapa mostrou que, de um modo geral, os solos amazonenses são relativamente pobres. Entretanto verifica-se, principalmente no interior do estado, uma região propícia a exploração de minerais, como o nióbio, caulim e silvanita. Ainda de acordo com o estudo, no estado encontram-se três grandes reservas minerais inexploradas no mundo. O solo amazonense detém mais de 450 milhões de toneladas de silvanita, principal minério existente no estado, o que faz do Amazonas o maior produtor nacional.
Estudos do mapa mostram que o Amazonas se caracteriza por uma extensa cobertura sedimentar fenerozóica que se distribui entre as bacias hidrográficas do Acre, Solimões, Amazonas e Alto Tapajós, sendo depositadas sobre um substrato rochoso pré-cambriano onde ocorre a predominância de rochas de natureza ígnea, metamórfica e sedimentar.

## Minerais
No estado se encontram grandes reservas minerais inexploradas ou em início de exploração. Entre as principais riquezas minerais encontradas em território amazonense e identificadas pelo Mapa Geológico Estadual, estão a cassiterita, que possui reservas totais de 486.073 toneladas e estão situadas nos municípios de Presidente Figueiredo e Urucará; a bauxita, que se encontra também nos municípios de Presidente Figueiredo e Urucará e ainda em Nhamundá e São Sebastião do Uatumã; e o nióbio, encontrado nos municípios de Presidente Figueiredo, Urucará e São Gabriel da Cachoeira. A partir de 2007, verificou-se uma reserva mineral inexplorada de gás natural no município de Coari, a maior no Brasil encontrada até então, cujo potencial atinge 62.886.500.000 metros cúbicos. O gás natural é encontrado ainda nos municípios de Carauari (22.164.200.000m³) e Silves (4.853.000.000m³).
O principal mineral em atividade econômica no estado é o minério de estanho, explorado na Mina de Pitinga, localizada no distrito de Pitinga, pertencente ao município de Presidente Figueiredo. A mina atende a cerca de 70 % da demanda nacional. Destacam-se também o potássio, encontrado na região do rio Madeira, entre os municípios de Nova Olinda do Norte e Itacoatiara; o caulim, matéria-prima usada em cerâmicas brancas e refratárias, cosméticos e medicamentos, encontrado principalmente na área rural do município de Manaus; além de outros 23 minérios presentes no subsolo amazonense em quantidades consideráveis, como o ouro, tório e ferro.

## Clima

Mapa climático do Amazonas na classificação climática de Köppen-Geiger.

O Domínio Amazônico  é dominado pelo clima equatorial, predominante na Amazônia. As estações do ano apresentam-se bastante diferenciadas e a amplitude térmica anual é relativamente alta, variando de 28 °C no litoral do Pará até 40 °C no oeste amazonense. As chuvas, em quase toda a região, distribuem-se com relativa regularidade pelo ano inteiro mas podem-se encontrar também características de tropicalidade no Sul do estado.
Os ventos também afetam as temperaturas. No verão, sopram os ventos alísios vindos do Sudeste, que por serem quentes e úmidos, provocam altas temperaturas, seguidas de fortes chuvas; no inverno, as frentes frias são geralmente seguidas de massas de ar vindas da Linha do Equador e que trazem um vento quente.

## Vegetação

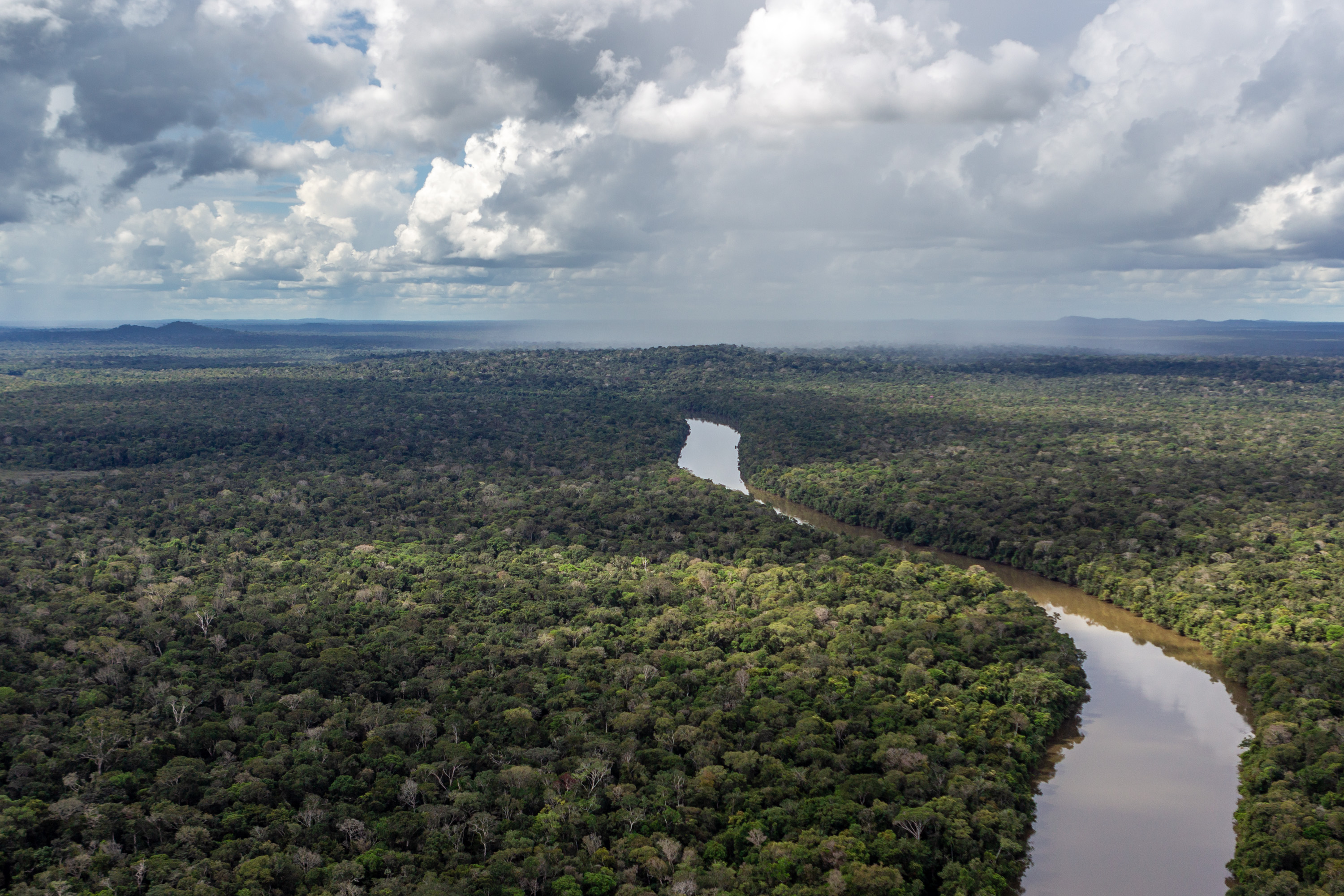
O estado do Amazonas conta com praticamente todo o seu território coberto pela Floresta Amazônica.

Sobressaem matas de terra firme, várzea e igapós. Toda essa vegetação faz parte da extensa e maior floresta tropical úmida do mundo: a Hileia Amazônica. Os solos são  de terra firme - do tipo lateríticos: solos vermelhos das zonas úmidas e quentes, cujos elementos químicos principais são hidróxido de alumínio e ferro, propícios à formação de bauxita e, portanto, pobres para agricultura. Solos de várzea são os mais férteis da região. São solos jovens, que periodicamente são enriquecidos de material orgânico e inorgânico, depositados durante a cheia dos rios. A flora do estado apresenta uma grande variedade de vegetais medicinais, dos quais se destacam andiroba, copaíba e aroeira. São inúmeras as frutas regionais e entre as mais consumidas e comercializadas estão: guaraná, açaí, cupuaçu, bertholletia excelsa (castanha-da-amazônia), camu-camu, pupunha, tucumã, buriti e taperebá.
O Amazonas conta com praticamente toda sua cobertura florestal intacta, pois sua economia foi centralizada nos setores secundário (Polo Industrial de Manaus) e terciário (comércio e serviços). Segundo dados de 2008 do Instituto Nacional de Pesquisas da Amazônia (INPA), somente o estado do Amazonas, mesmo após mais de quatro décadas de atividades industriais intensas, mantém preservada aproximadamente 98% de sua cobertura vegetal, marca inigualável que prova que é possível harmonizar alto grau de avanço tecnológico e respeito ao meio ambiente. Fato explicado pelas ações do Governo do Estado do Amazonas em incentivar o chamado desenvolvimento sustentável, voltando-se para a preservação do legado ecológico.

## Hidrografia

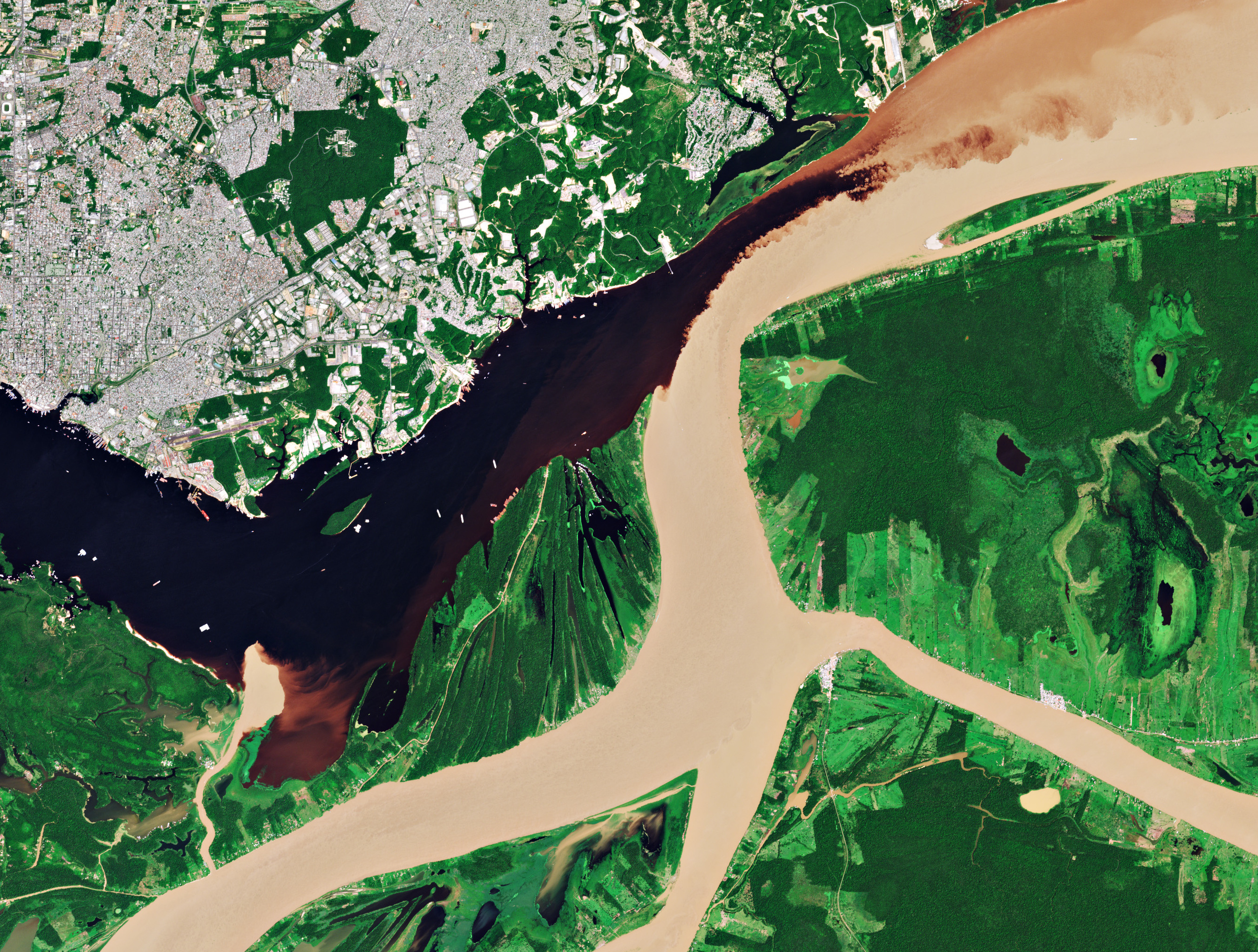
Fotografia do Encontro das Águas, registrada por um satélite da Agência Espacial Europeia, em 2018.

Ver também: Lista de rios do Amazonas
O Amazonas é banhado pela bacia hidrográfica Amazônica. Os principais rios são: rio Negro (que banha a cidade de Manaus), rio Amazonas, rio Solimões, rio Madeira, rio Juruá, rio Purus, Içá, Uaupés e Japurá todos integrantes da bacia hidrográfica.
No estado encontram-se os dois maiores arquipélagos fluviais do mundo em quantidade de ilhas, Mariuá, com 1200, e Anavilhanas, com 400, situados no rio Negro.
O rio Amazonas está entre os 14 finalistas de uma votação global feita pela internet que pretende eleger as sete maravilhas naturais do mundo. No Brasil, além do rio Amazonas, concorrem também as Cataratas do Iguaçu.

### Encontro das águas
Na fronteira do Brasil, Peru e Colômbia o rio Amazonas recebe o nome de Solimões, permanecendo com essa nomenclatura até o encontro das águas em Manaus. 
A confluência entre o rio Negro, de água preta, e o rio Solimões, de água barrenta, resulta em um fenômeno popularmente conhecido como Encontro das Águas, que é uma das principais atrações turísticas da cidade de Manaus.
Há dezenas de agências de turismo que oferecem passeios regionais, em roteiros que costumam incluir uma volta pelos igarapés da região. Se o passeio for feito em um barco pequeno, o visitante pode pôr a mão na água, durante as travessias, e sentir que, além de cores, os rios têm temperaturas diferentes.
Em Manaus, em frente ao Encontro das Águas, está em construção uma estrutura turística projetada por Oscar Niemeyer, que contém mirantes destinados à contemplação desse magnífico fenômeno natural.

## Ecologia

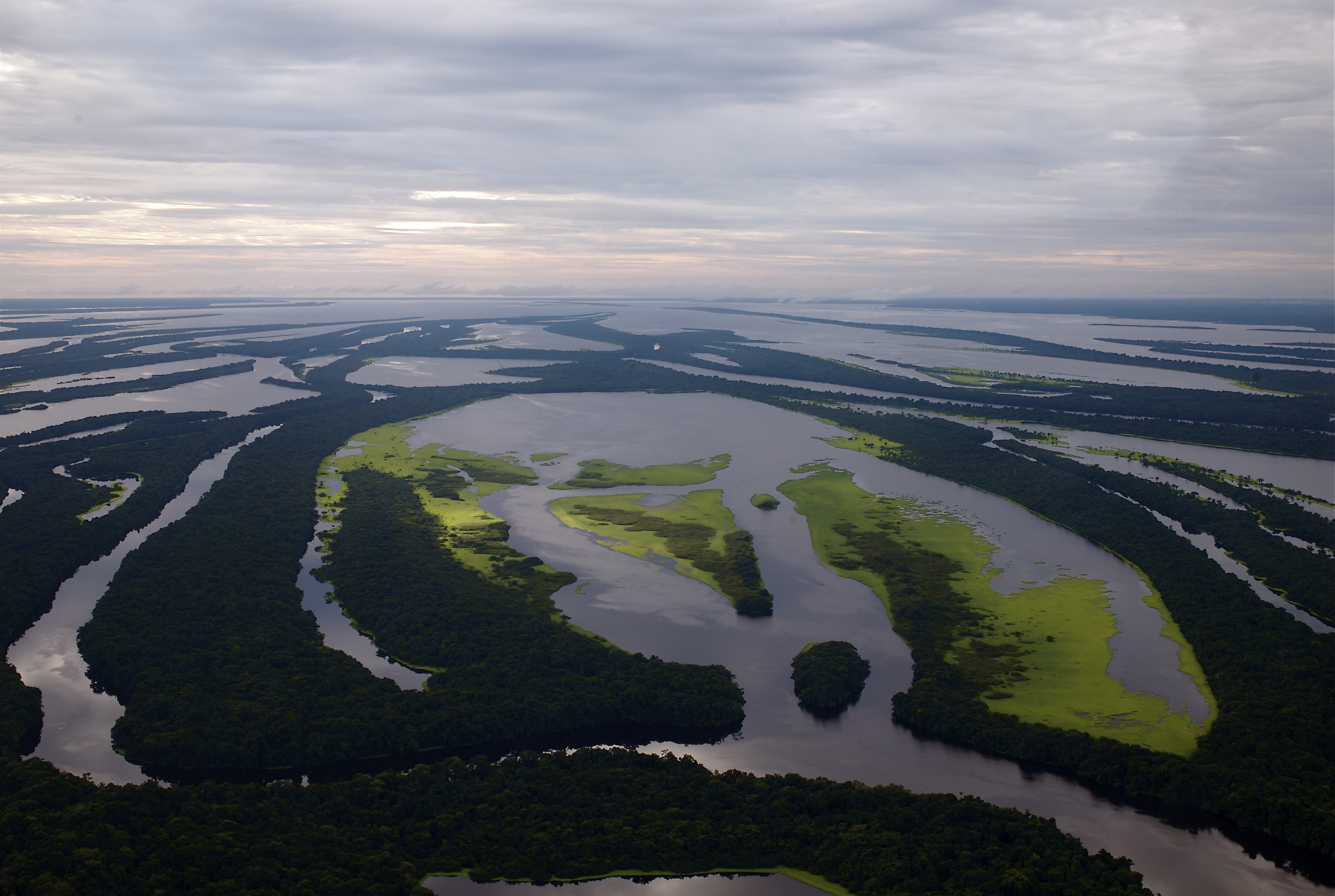
O Parque Nacional de Anavilhanas é um arquipélago que abrange cerca de 400 ilhas. Trata-se de uma unidade de conservação integral, reconhecida como Patrimônio da Humanidade pela UNESCO.

O Amazonas possui uma grande Reserva Biológica inundada, a Reserva de Desenvolvimento Sustentável Mamirauá.
A vasta fauna possui felinos, como as onças, grandes roedores, como as capivaras, aves, répteis e primatas. O maior desses animais é a anta e todos constituem fonte de alimento para as populações rurais. Alguns encontram-se ameaçados de extinção e são protegidos por órgãos especiais dos governos.
Das milhares de espécies de peixes da Amazônia, com algumas ainda desconhecidas ou sob estudo, as mais exploradas são: tambaqui, jaraqui, curimatã, pacu, tucunaré, pescada, dourado, surubim, sardinha e pirarucu (bacalhau da Amazônia).

## Parques nacionais
- Parque Nacional de Anavilhanas - Criado pelo decreto 86.061 de emitido em 2 de junho de 1981, com 350.018 ha. Localiza-se entre os municípios de Manaus, Iranduba e Novo Airão.
- Parque Nacional da Amazônia - Criado pelo decreto 73.683 (19 de fevereiro de 1974), com 994.000 ha. Localiza-se dentro dos estados do Amazonas e Pará.
- Parque nacional do Jaú - Criado pelo decreto 85.200 (24 de setembro de 1980), com 2.272.000 ha. Localiza-se em Novo Airão.
- Parque Nacional do Pico da Neblina - Criado pelo decreto 83.550 (5 de junho de 1979), com 2.200.000 ha. Localiza-se em São Gabriel da Cachoeira e abriga o ponto mais alto do Brasil, o Pico da Neblina, com 2.994 m.

## Parques estaduais
- Parque Estadual Serra do Aracá - Criado em 1990, pelo Decreto 12.836, de 9 de março. Fica em Barcelos, ocupando uma área de 1.818.700 ha (18.187 km²), ou 15 % dos 122.475,728 km² de área do município.
- Parque Estadual Nhamundá - Criado pelo Decreto 12.836, de 9 de março de 1990. Possui uma área de 195.900 hectares.
- Parque Estadual Rio Negro Setor Norte - Possui uma área de 178.620 ha. Foi estabelecido pelo Decreto 16.497, de 2 de abril de 1995. O parque engloba 5 % da área do município de Novo Airão, que é de 37.771,246 km².
- Parque Estadual Rio Negro Setor Sul - Fica dentro dos municípios de Manaus e Novo Airão. O Decreto 16.497, de 2 de abril de 1995, estabeleceu a criação do parque. Ocupa uma área de 257.422 ha, ou cerca de 5 % da área destes municípios (11.401,058 km² e 37.771,246 km²).
- Parque Estadual Samaúma - É o menor parque estadual no estado,  com 51 hectares, criado em 2003 e localiza-se em Manaus, no bairro Cidade Nova.
- Parque Estadual Sucunduri - Com 808.312,179 hectares, criado em 2005, em Apuí.
- Parque Estadual Cuieiras - Possui 55.800 hectares.
- Parque Estadual Guariba - Com 72.296,331 hectares, criado em 2005, em Manicoré.